# Sheering
Sheering – wieś w Anglii, w hrabstwie Essex, w dystrykcie Epping Forest. Leży 22 km na zachód od miasta Chelmsford i 40 km na północny wschód od Londynu.